# 25-та танкова дивізія (СРСР)
25-та танкова Червонопрапорна дивізія (25 ТД, в/ч 61000) — військове з'єднання танкових військ армії СРСР, що існувало у 1945—1990 роках. Дивізія створена 24 червня 1945 року на основі 25-го танкового корпусу в місті Сомбатгей, Угорщина. Дивізія відносилася до боєготових першого ешелону, тому була укомплектована особовим складом і технікою майже на 100% від штатної чисельності.

## Історія
Дивізія створена 24 червня 1945 року на основі 25-го танкового корпусу в місті Сомбатгей, Угорщина.
Реорганізація від 6 травня 1954 року:
- 20-й мотострілецький полк був переформований на 125-й механізований полк
- 117-й артилерійський полк був створений з 459-го мінометного полку та 000 окремого гаубиного артилерійського дивізіону
- 53-й окремий моточиклетний батальйон був переформований на 53-й окремий розвідувальний батальйон
- була створена 000 окрема рота хімічного захисту

У квітні 1955 року 1702-й зенітний артилерійський полк був перейменований на 447-й зенітний артилерійський полк.
Реорганізація від 25 червня 1957 року (наказ 12.3.57):
- 125-й механізований полк був переформований на 250-й мотострілецький полк
- 111-й танковий полк було розформовано
- 77-й гвардійський важкий танково-самохідний полк був переформований на 335-й гвардійський важкий танковий полк

Від 12 лютого 1958 року переформована на важку танкову дивізію, та була перейменована, як 25-та важка танкова дивізія:
- 162-й танковий полк був перейменований на 162-й важкий танковий полк
- 175-й танковий полк був перейменований на 175-й важкий танковий полк
- 250-й мотострілецький полк був розформований
- 117-й артилерійський полк був скорочений до дивізіону
- 00 окремий навчальний танковий батальйон був розформований

У 1961 році був створений 665-й окремий ракетний дивізіон.
Від 19 лютого 1962 року був тсоврений 14-й окремий ремонтно-відновлювальний батальйон.
У листопаді 1967 року перетворена на звичайну танкову дивізію, та перейменована, як 25-та танкова дивізія:
- 162-й, 175-й та 335-й гвардійськи важкий танковий полки були перейменовані на 162-й, 175-й та 335-й гвардійський танкові полки
- 400-й мотострілецький полк був створений
- 000 окремий артилерійський дивізіон був переформований на 117-й артилерійський полк

Від 22 лютого 1968 року нагороджена Орденом Червоного Прапора.
У 1968 році 196-й окремий саперний батальйон був переформований на 196-й окремий інженерно-саперний батальйон.
У листопаді 1968 року 400-й мотострілецький полк та 117-й артилерійський полк були передані до складу 12-ї гвардійської танкової дивізії, та були заміщені на 803-й гвардійський мотострілецький полк та 843-й гвардійський артилерійський полк, з тієї ж дивізії.
У 1972 році 000 окрема рота хімічного захисту була розгорнута на 519-й окремий батальйон хімічного захисту.
У 1980 році 687-й окремий моторизований транспортний батальйон був переформований на 1076-й окремий батальйон матеріального забезпечення та 16-й окрема реактивна артилерійська батарея була включена до складу артилерійського полку.
У 1985 році 519-й окремий батальйон хімічного захисту був переформований, як 000 окрема рота хімічного захисту.
У серпні 1988 року 665-й окремий ракетний дивізіон був переданий до складу 464-ї ракетної бригади.
Від 1липня 1989 року 803-й гвардійський мотострілецький полк був переданий до складу 90-ї гвардійської танкової дивізії, та був заміщений на 215-й гвардійський танковий полк, зі складу тієї ж дивізії - таким чином 25-та танкова дивізія полишила Східну Німеччину з чотирма танковими полками і без жодного мотострілецького.
Розформована в листопаді 1989 року.

## Структура
Протягом історії з'єднання його стурктура та склад неодноразово змінювались.

### 1946
- 111-й танковий полк
- 162-й танковий полк
- 175-й танковий полк
- 20-й мотострілецький полк
- 77-й гвардійський важкий танково-самохідний полк
- 459-й гвардійський мінометний полк
- 1702-й зенітний артилерійський полк
- 000 окремий гаубичний артилерійський дивізіон
- 16-й окремий гвардійський мінометний батальйон
- 53-й окремий моточиклетний батальйон
- 194-й окремий саперний батальйон
- 459-й окремий батальйон зв'язку
- 232-й окремий санітарно-медичний батальйон
- 000 окремий автотранспортний батальйон
- 00 окремий навчальний танковий батальйон

### 1960
- 162-й важкий танковий полк (Фогельзанг, Східна Німеччина)
- 175-й важкий танковий полк (Пренцлау, Східна Німеччина)
- 335-й гвардійський важкий танковий полк (Пренцлау, Східна Німеччина)
- 447-й зенітний артилерійський полк (Фогельзанг, Східна Німеччина)
- 00 окремий мотострілецький батальйон (Пренцлау, Східна Німеччина)
- 000 окремий артилерійський дивізіон (Пренцлау, Східна Німеччина)
- 000 окрема розвідувальна рота (Пренцлау, Східна Німеччина)
- 000 окрема саперна рота (Фогельзанг, Східна Німеччина)
- 000 окрема рота зв'язку (Фогельзанг, Східна Німеччина)

### 1970
- 162-й танковий полк (Фогельзанг, Східна Німеччина)
- 175-й танковий полк (Пренцлау, Східна Німеччина)
- 335-й гвардійський танковий полк (Пренцлау, Східна Німеччина)
- 803-й гвардійський мотострілецький полк (Дроген, Східна Німеччина)
- 843-й гвардійський артилерійський полк (Шенвальде, Східна Німеччина)
- 447-й зенітний артилерійський полк (Фогельзанг, Східна Німеччина)
- 665-й окремий ракетний дивізіон (Фогельзанг, Східна Німеччина)
- 16-й окрема реактивна артилерійська батарея (Пренцлау, Східна Німеччина)
- 53-й окремий розвідувальний батальйон (Пренцлау, Східна Німеччина)
- 196-й окремий інженерно-саперний батальйон (Фогельзанг, Східна Німеччина)
- 459-й окремий батальйон зв'язку (Фогельзанг, Східна Німеччина)
- 000 окрема рота хімічного захисту (Фогельзанг, Східна Німеччина)
- 14-й окремий ремонтно-відновлювальний батальйон (Фогельзанг, Східна Німеччина)
- 232-й окремий санітарно-медичний батальйон (Фогельзанг, Східна Німеччина)
- 687-й окремий моторизований транспортний батальйон (Фогельзанг, Східна Німеччина) - 1980? переміщено до Брітз[en]

### 1980
- 162-й танковий полк (Фогельзанг, Східна Німеччина)
- 175-й танковий полк (Пренцлау, Східна Німеччина)
- 335-й гвардійський танковий полк (Пренцлау, Східна Німеччина)
- 803-й гвардійський мотострілецький полк (Дроген, Східна Німеччина)
- 843-й гвардійський артилерійський полк (Шенвальде, Східна Німеччина)
- 447-й зенітний ракетний полк (Фогельзанг, Східна Німеччина)
- 665-й окремий ракетний дивізіон (Фогельзанг, Східна Німеччина)
- 53-й окремий розвідувальний батальйон (Пренцлау, Східна Німеччина)
- 196-й окремий інженерно-саперний батальйон (Фогельзанг, Східна Німеччина)
- 459-й окремий батальйон зв'язку (Фогельзанг, Східна Німеччина)
- 159-й окремий батальйон хімічного захисту (Фогельзанг, Східна Німеччина)
- 14-й окремий ремонтно-відновлювальний батальйон (Фогельзанг, Східна Німеччина)
- 232-й окремий медичний батальйон (Фогельзанг, Східна Німеччина)
- 1076-й окремий батальйон матеріального забезпечення (Брітз, Східна Німеччина)

### 1988
- 162-й танковий полк (Фогельзанг, Східна Німеччина)
- 175-й танковий полк (Пренцлау, Східна Німеччина)
- 335-й гвардійський танковий полк (Пренцлау, Східна Німеччина)
- 803-й гвардійський мотострілецький полк (Дроген, Східна Німеччина)
- 843-й гвардійський артилерійський полк (Шенвальде, Східна Німеччина)
- 447-й зенітний ракетний полк (Фогельзанг, Східна Німеччина)
- 665-й окремий ракетний дивізіон (Фогельзанг, Східна Німеччина)
- 53-й окремий розвідувальний батальйон (Пренцлау, Східна Німеччина)
- 196-й окремий інженерно-саперний батальйон (Фогельзанг, Східна Німеччина)
- 459-й окремий батальйон зв'язку (Фогельзанг, Східна Німеччина)
- 000 окрема рота хімічного захисту (Фогельзанг, Східна Німеччина)
- 14-й окремий ремонтно-відновлювальний батальйон (Фогельзанг, Східна Німеччина)
- 232-й окремий медичний батальйон (Фогельзанг, Східна Німеччина)
- 1076-й окремий батальйон матеріального забезпечення (Брітз, Східна Німеччина)

## Розташування
- Фогельзанзькі казарми (Lager) [US designation: Templin Army Barracks 223]: 53 03 30N, 13 22 03E (Штаб дивізії та всі інші підрозділи, окрім перелічених нижче)
- Пренцлауські казарми (Panzer Kaserne) [US designation: Prenzlau Army Barracks 241]: 53 18 12N, 13 49 14E (175-й танковий полк, 53-й окремий розвідувальний батальйон та 16-та окрема реактивна артилерійська батарея)
- Пренцлауські казарми (Artillerie Kaserne) [US designation: Prenzlau Army Barracks 242]: 53 17 53N, 13 49 25E (335-й гвардійський танковий полк)
- Фюрстенберзькі казарми (Drogen Kaserne) [US designation: Fuerstenberg Army Barracks 281]: 53 09 08N, 13 08 40E (803-й гвардійський мотострілецький полк)
- Шенвальдські казарми (Flugplatz Kaserne) [US designation: Schoenwalde Army Barracks 281]: 52 37 30N, 13 09 16E (843-й гвардійський артилерійський полк)
- Брітзькі казарми: 52 52 07N, 13 48 04E (1076-й окремий батальйон матеріального забезпечення від 1980)

## Оснащення
Оснащення на 5.74:
- 1974: 325 Т-62
- 1979: Т-64 (всі ТП), 122-мм 2С1 «Гвоздика» (803 гв.МСП), 152-мм 2С3 «Акація» (артилерійський полк), 122-мм Д-30 (артилерійський полк), 2К12 «Куб» (ЗРП)
- 12.85: 9500 ос, 279 Т-64А, 40 Т-64Б, 218 БМП-1, 15 БМП-2, 17 БТР-60, 7 БТР-60 або 70, 36 122-мм 2С1 «Гвоздика», 36 122-мм Д-30, 36 152-мм 2С3 «Акація»